# Haseki sultan
Haseki Sultan (turco otomano: خاصکي السلطان او خاسكي السلطان, pronunciación turca: [haseˈci suɫˈtaːn]) era el título imperial que llevaba la consorte del sultán otomano, teniendo varios significados con el tiempo. Durante el periodo temprano de su uso, Haseki Sultan que para su principal momento significó  "Esposa Legítima" del sultán. Este título fue hecho específicamente y solo para la esposas legítimas como: Haseki Hürrem sultan quienes solo 3 mujeres fueron legítimas por obtener este título y fueron Hürrem Sultan, Nurbanu Sultan, y Telli Hümaşah Sultan (esposa de Ibrahim I). En el periodo tardío, el significado del título varió a algo más general como "Emperatriz Otomana" (en el caso de Hürrem Sultan) , hasta llegar a significar consorte, consorte principal  o favorita (en el caso de las Hasekis de Ibrahim I), el título volvió a tener valor alrededor del año 1662 cuando Mehmed IV se casó con Emetullah Rabia Gülnuş Sultan, y ella ostento el título como consorte imperial.
Desde Haseki Hürrem Sultan no hubo ninguna Haseki más poderosa, debido a que desde Nurbanu ya no hubo ninguna Haseki legal y oficial. Si bien Kosem fue la mujer más poderosa al gobernar y ser regente, no se casó legalmente, y no se le considera Haseki. hasta la llegada de Telli Hümaşah Sultan (Esposa de Ibrahim I) quien si tubo una ceremonia formal por su compromiso y de igual manera tuvo mucho poder pero nunca llegó a ser más por  su rival Valide Turhan Sultan.
El título Haseki Sultan fue utilizado alrededor de un siglo hasta el siglo XVII. Después, pero antes el Kadin era el rango más alto que podían obtener las consortes, utilizado junto al título Efendi. Fue el título más importante para una mujer otomana igual como Valide Sultan.

Haseki Hürrem Sultan, Primera y Única Esposa Consorte de Solimán el Magnífico

## Término
La palabra Haseki (خسكي-خاصکي-خاسكي) proviene el árabe y significa "para atribuir algo exclusivamente a". Haseki es, por lo tanto, una mujer que pertenece exclusivamente al sultán.
El título Haseki se llevaba antes o después del nombre dado. Según un sitio web genealógico, la manera formal de dirigirse a una haseki sultan era Devletlû İsmetlu (nombre dado) Haseki Sultân Aliyyetü'ş-Şân Hazretleri. Muchos occidentales a menudo tradujeron su título oficial, sultan, a un título que no existe oficialmente en la realeza otomana: sultana, posiblemente para diferenciarlas del gobernante otomano u otro miembro masculino de la dinastía otomana.

## Uso en la realeza otomana
Cuando la posición de Valide Sultan estaba vacante, la Haseki podía asumir el rol de la Valide Sultan y sus beneficios, como tener acceso a considerables recursos económicos, convertirse en la jefa del harén, aconsejar al sultán en asuntos políticos, e incluso tener influencia en la política extranjera. Pero este caso solo ocurrió con Haseki Hürrem Sultan quien al no ser una valide Sultán, alcanzo más poder que una bajo el título de Haseki Sultán.
Haseki Hürrem Sultan, la primera consorte/esposa imperial  y la única en usar este título como Reina o Emperatriz - Emperatriz del mundo o Reina de los Otomanos y que se convirtió en Haseki Sultan, recibió varios derechos especiales durante su carrera, especialmente después de que la madre de Suleiman y la primera valide sultan, Hafsa Sultan, murió en 1534. A Hürrem se le permitió dar a luz a más de un hijo, lo cual era una seria violación del viejo principio del harén imperial, “ Un Hijo por mujer/concubina”, el cual estaba diseñado para impedir tanto la influencia de la madre sobre el sultán como los enfrentamientos entre los hermanos de sangre por el trono. En 1525 o 1526 (la fecha exacta es desconocida), Süleyman se casó con Hürrem en una magnífica ceremonia formal, siendo el primer sultán otomano en casarse desde Orhan Ghazi (reinado: 1326–1362), violando así una costumbre de 200 años de la casa imperial otomana según la cual los sultanes no podrían contraer matrimonio con sus concubinas. Más tarde, Hürrem sería la primera madre de un príncipe en permanecer en la corte del sultán durante el resto de su vida. En la tradición de la familia imperial otomana, una consorte del sultán se quedaría en el harén sólo hasta que su hijo alcance la edad de 16 o 17 años, después de la cual este sería enviado fuera de la capital para gobernar una provincia lejana, y su madre le seguiría. Ella no solo se convirtió en compañera de Suleiman en su casa, sino también en asuntos estatales. Gracias a su inteligencia, ella actuó como asesora en jefe de Süleyman en asuntos de estado, y parece haber tenido influencia en la política extranjera. El gran poder que poseía Hürrem significó el ascenso de la consorte imperial el título de Haseki Sultan.
Tanto que  a Hürrem se le llamaba bruja, "Sultana de Sultanas", "Esposa del Imperio" o la "Gran Consorte Suprema" ya que fue la mujer más poderosa del Imperio Otomano, hasta la llegada de la Sultana Kösem 90 años después. Y es considerada la segunda mujer más poderosa del Imperio Otomano
La función política de una madre tradicionalmente empieza con la creación de una casa separada para su hijo. El establecimiento de su público político identidad entalla su separación del sultán y su casa. Tan notado encima, esta clase de división funcional aparece por tener ocurrido con Nurbanu y Safiye, a pesar del hecho que nunca dejaron la casa del Sultán como su predecesor Hürrem, el cambio en sus funciones, aquello es, su suposición de francamente función política como Haseki bien puede haber coincidido con sus hijos' suposición de sus correos políticos. Valide Haseki Hürrem Sultan, fue la Haseki Sultán más poderosa, debido a que ella fue la única que obtuvo el rol y el poder de una Valide Sultán cuando se casó legalmente con el Sultán, después su sucesora Valide Nurbanu Sultan, que también se casó legalmente con el Sultán Selim II y obtuvo el título de Haseki Sultan.
Incluso aun así devenía posición grande, Haseki no fue utilizado durante el reinado de Mehmed III, hijo de Murad III. Pueda haber seguido el madre una política de hijo, desde su hijo superviviente, Mahmud, y el futuro sultan Ahmed y Mustafa cada cual tuvo madre diferente. La ausencia de una Haseki y restitución de policocubinato fue probablemente influida por dos razón: la experiencia de Mehmed como şehzade y la fuerte personalidad de su madre Safiye.
Haseki se utilizó otra vez durante el reinado de Ahmed, hijo de Mehmed III. Como Hürrem, Kösem es acusada de actuar para preservar su propio poder preferentemente que el del sultán o de la dinastía. Es ciertamente valor nada que las dos mujeres de la dinastía para padecer el juicio más duro por la historia tuvieron dos cosas en común: la ausencia de una Valide Sultan durante la mayoría de su carrera como Haseki y un número inusualmente grande de hijos. Lo que parece haberles ganado su desagradable reputación era su poder de influir el destino del imperio favoreciendo a uno de sus hijos sobre cualquier otro.
La contribución más grande de Kösem durante su como Haseki Sultan posiblemente fueron las significativas contribuciones en el patrón de sucesión al trono, pasando de ser un sistema de primogenitura a uno basado en agnatic seniority. se tenga que haber dado cuenta el beneficio personal que poder raíz de la transición a seniority, añadido al hecho de que sea ya no Haseki pero tuvo un hijo "en espera". Según un embajador veneciano, Kösem "presionó para poder dar a Mustafa el destino de fratricidio con el ulterior objetivo de salvar a su propio hijo del mismo destino." Este nuevo sistema significó que los potenciales gobernantes tuvieron que esperar un largo tiempo en los kafes antes de ascender al trono, por ello la vejez de seguro sultanes al momento de su entronización, hizo que todos los şehzades perdieran su posibilidad de convertirse en gobernantes de una de las provincias otomanas como parte de su formación para convertirse en herederos dignos del trono.

### Declive de las Haseki
Un resultado de todos estos cambios fue que la posición de Haseki perdió su lógica tradicional. La función política de una madre tradicionalmente empieza con la creación de una casa separada para su hijo. El establecimiento de su público politic identidad conllevaba su separación del sultán y su casa. Pero cuando bajo agnatic seniority, şehzades perdió acceso a edad adulta pública, sus madres perdieron sus funciones públicas también. Vaya contra el protocolo de la política dinástica a publicy honor la madre del hijo quién hubo todavía para conseguir identidad pública. La posición de Haseki como auténtica favorita del sultán fue así incompatible con la práctica de agnatic seniority.
Kösem fue posiblemente la última de las influyentes Haseki otomanas. La otra explicación para el declive de la Haseki y la re-aparición de la Valide en las primeras décadas del siglo XVII tuvo mucho que ver con la personalidad de Kösem y el hecho de que en 1617 haya cesado siendo una Haseki, y si ella fuera a recuperar su poder, lo podría obtener solo desde la posición de Valide Sultan
Después de la muerte de Ahmed I en 1617, la posición de Haseki perdería su estatus especial. Osman II tuvo una consorte con el rango de Haseki, pero todo lo que se sabe sobre ella es que su nombre era Ayşe. Al igual que de Osman, muy poco se sabe sobre las concubinas de su hermano Murad IV. Los registro secretos del tesoro documentan la presencia de una sola Haseki, Ayşe, hasta el final del reinado de diecisiete años de Murad, cuando una segunda Haseki aparece. Es posible que Murad haya tenido solamente una concubina hasta la llegada de la segunda, o que haya tenido un número indeterminado de concubinas pero eligió a una en especial como Haseki. Ibrahim I tuvo ocho Haseki, de las cuales, con las primeras tres –Turhan Hatice Sultan, Saliha Dilaşub, y Hatice Muazzez–, tuvo un hijo de cada una.
La presencia de más de una Haseki fue un cambio significativo en los reinados de Murad IV e Ibrahim I, significando que la era de las Haseki llegaba a su fin. La fuerte personalidad de Kösem y su influencia como valide sultan, el título Haseki Sultan el cual fue llevado por ocho mujeres simultáneamente, y todos los şehzades perdieron su puesto provincial durante la era en que Ibrahim hizo al título de haseki perder su estatus especial. En este periodo el significado del título empieza a cambiar desde una “Gran consorte principal” y/o “Única favorita” a algo más general como “Esposa”, similar al más temprano título de “hatun”.

## Lista de Consortes Imperiales (1520-1695)
| Nombre                               | Nacimiento  | Nombre de Origen                                   | Origen                    | Cónyuge                                              | Hijos | Muerte                   |
| ------------------------------------ | ----------- | -------------------------------------------------- | ------------------------- | ---------------------------------------------------- | --- | ------------------------ |
| Mahidevran Gülbahar Hatun            | 1500        | Baharnaz                                           | Cáucaso o Albanés         | Baş Kadın de Solimán el Magnífico                    | Şehzade Mustafa | 3 de febrero de 1581     |
| Haseki Hürrem Sultan                 | 1502 o 1504 | Anastasia o Alexandra Lisowska                     | Rutena                    | Primera y única Esposa legal de Solimán el Magnífico | Şehzade Mehmed, Mihrimah Sultan, Şehzade Abdullah, Selim II, Şehzade Bayezid, Şehzade Cihangir                                                                                | 15 de abril de 1558      |
| Valide Nurbanu Sultan                | 1525 o 1530 | Cecilia Venier, Kalē Kartanou o Rachel Marié Nassi | Veneciana                 | Esposa de Selim II                                   | Şah Sultan, Gevherhan Sultan, Esmehan Sultan, Murad III | 7 de diciembre de 1583   |
| Valide Safiye Sultan                 | 1550        | Sofía                                              | Albanesa                  | Consorte de Murad III                                | Hümaşah Sultan, Mehmed III, Ayşe Sultan, Fatma Sultan, Şehzade Selim | 1619                     |
| Valide Kösem Sultan                  | 1589        | Anastasia                                          | Griega                    | Consorte de Ahmed I                                  | Şehzade Mehmed, Fatma Sultan, Hanzade Sultan, Gevherhan Sultan, Ayşe Sultan, Şehzade Orhan, Şehzade Selim, Murad IV, Atike Sultan, Şehzade Kasım, Şehzade Süleyman, Ibrahim I | 2 de septiembre de 1651  |
| Haseki Ayşe Sultan                   | 1603        | Ayşe Hanım Sultan                                  | Turca                     | Consorte Osman II                                    | Şehzade Ömer | 1640                     |
| Ayşe Haseki Sultan                   | 1614        | Desconocido                                        | Griega                    | Consorte de Murad IV                                 | Ismihan Kaya Sultan | 1680                     |
| Şemsişah Sultan                      | 1615        | Princesa Zilihan Dadiani                           | Georgia                   | Consorte de Murad IV                                 | Şehzade Ahmed,Şehzade Numan,Gevherhan Sultan,Şehzade Mehmed,Hafsa Sultan,Ayşe Bedia Sultan,Şehzade Osman                                                                      | 20de abril de1698        |
| Bas Haseki Turhan Hatice Sultan      | 1627        | Nadya                                              | Eslava Oriental o Rusa    | Consortes deIbrahim I                                | Mehmed IV, Atike Sultan | 4 de agosto de 1683      |
| Haseki Saliha Dilaşub Sultan         | 1626        | Katarina                                           | Serbia                    | Consortes deIbrahim I                                | Suleiman II | 4 de diciembre de 1690   |
| Haseki Hatice Muazzez Sultan         | 1628        | Eva                                                | Eslava Oriental           | Consortes deIbrahim I                                | Ahmed II | 12 de septiembre de 1687 |
| Haseki Ayşe Sultan                   | Desconocido | Desconocido                                        | Tártaro                   | Consortes deIbrahim I                                | Desconocido | Desconocido              |
| Haseki Mahienver Sultan              | 1626        | Desconocido                                        | Cáucaso                   | Consortes deIbrahim I                                | Şehzade Osman | desconocida              |
| Haseki Leyla Saçbağli Sultan         | 1629        | Desconocido                                        | Cáucaso Septentrional     | Consortes deIbrahim I                                | Şehzade Selim, Bican Sultan | 1694                     |
| Haseki Şivekar Sultan                | 1630        | María                                              | Armenia                   | Consortes deIbrahim I                                | Şehzade Bayezid | 1693                     |
| Haseki Telli Hümaşah Zeynep Sultan   | 1630        | desconocido                                        | Georgia, Cáucaso o Griega | Esposa de Ibrahim I                                  | Şehzade Orhan | Después de 1676          |
| Haseki Emetullah Rabia Gülnuş Sultan | 1642        | Eugenia Voria                                      | Griega                    | Consorte de Mehmed IV                                | Hatice Sultan, Mustafa II, Ummi Sultan, Ahmed III, Fatma Sultan | 6 de noviembre de 1715   |
| Haseki Rabi'a Sultan                 | 1670        | Biseria                                            | Búlgara                   | Consorte de Ahmed II (última Haseki Sultan)          | Şehzade Ibrahim, Şehzade Selim, Asiye Sultan | 14 de enero de 1712      |